# Фролов, Анатолий Иванович (спортсмен)
Анатолий Иванович Фролов (род. 26 июля 1940, Нижний Тагил, Свердловская область, РСФСР, СССР) — советский спортсмен-универсал (хоккей, хоккей с мячом, хоккей на траве). Мастер спорта СССР (1961). Заслуженный мастер спорта СССР (1969, в 1973 лишен звания).

## Карьера
Начал играть в хоккей в Нижнем Тагиле в команде «Авангард».
В 1960 году получил приглашение на переход в хоккей с мячом от команды СКА (Хабаровск), в котором и провел 15 сезонов до окончания карьеры. В чемпионатах страны провел 282 матча, забил 208 мячей.
Привлекался в сборную по хоккею с мячом.
Единственный, кому удалось забить пять мячей подряд в одной игре на чемпионатах мира, причем в одном тайме. Этот рекорд не побит до сих пор. Ещё один рекорд, самый быстрый гол чемпионатов мира на 12 секунде в ворота сборной Финляндии.

## Достижения

### В клубах
Серебряный призёр чемпионата СССР (2) — 1964, 1970 

 Бронзовый призёр чемпионата СССР (4) — 1965, 1968, 1969, 1972 

 Финалист Кубка СССР 1953 

 Победитель Спартакиады народов РСФСР 1961 

 Второй призёр Спартакиады народов РСФСР 1958
В списках «22 и 33 лучших» в 1962—1964, 1968, 1969, 1971, 1972 гг. 

В 1971 году был признан лучшим нападающим СССР.

### В сборной
Чемпион мира (3) — 1969, 1971, 1973

## Награды
- Медаль «За трудовое отличие» (30.05.1969)